# J. David Singer
Joel David Singer, genannt J. David Singer (* 7. Dezember 1925 in Brooklyn; † 28. Dezember 2009 in Ann Arbor), war ein US-amerikanischer Politikwissenschaftler und Professor an der University of Michigan, wo er von 1958 bis zu seiner Emeritierung im Jahr 2002 tätig war. Sein Fachgebiet waren die Internationalen Beziehungen und die Friedensforschung. 1972/73 amtierte er als Präsident der Peace Science Society (International) und 1985/86 als Präsident der International Studies Association (ISA)
Singer, der als Soldat am Zweiten Weltkrieg und am Koreakrieg teilnahm, wurde 1956 an der New York University zum Ph.D. promoviert. Von 1958 bis 1960 war er Assistenzprofessor für Politikwissenschaft an der University of Michigan. Dann war er leitender Wissenschaftler am dortigen Mental Health Research Institute (MHRI), wo die Anwendung der Systemtheorie auf unterschiedliche wissenschaftliche Disziplinen erforscht wurde. 1964 kehrte er an die politikwissenschaftliche Abteilung zurück und begründete das Correlates of War (COW)-Projekt, das die systemischen Gründe militärischer Konflikte analysiert.
Singer wurde zum Ehrendoktor der Northwestern University und der Binghamton University ernannt. Er war Gastprofessor und Gastforscher in Norwegen, der Schweiz, Deutschland, den Niederlanden und Taiwan. Er war als Berater für das US-Außenministerium, das US-Verteidigungsministerium und das US-Marineministerium tätig.

## Schriften (Auswahl)
- Models, methods, and progress in world politics. A peace research odyssey.  Westview Press, Boulder 1990, ISBN 0-8133-0640-X.
- Mit Melvin Small: Resort to arms. International and civil wars, 1816-1980. 2. Auflage, Sage Publications, Beverly Hills 1982, ISBN 0-8039-1776-7.
- Explaining war. Selected papers from the Correlates of War Project. Sage Publications, Beverly Hills 1979, ISBN 0-8039-1248-X.
- Mit Melvin Small: The wages of war, 1816-1965. A statistical handbook. Wiley, New York 1972, ISBN 0-471-79300-0.